# رومود بواجی
رومود بواجی (انگلیسی: Romauld Bouadji؛ زادهٔ ۱۰ ژانویهٔ ۱۹۸۳) بازیکن فوتبال اهل فرانسه است.
از باشگاه‌هایی که در آن بازی کرده‌است می‌توان به باشگاه فوتبال مارگیت، باشگاه فوتبال سن-اتین، باشگاه فوتبال ابسفلیت یونایتد، باشگاه فوتبال توتینگ اند میتچام یونایتد، و باشگاه فوتبال کارشالتون اتلتیک اشاره کرد.
وی همچنین در تیم ملی فوتبال France U16 بازی کرده‌است.